# سرای ارباب‌زاده
سرای ارباب‌زاده مربوط به دوره قاجار است و در شهرستان نیشابور، بخش مرکزی، خیابان امام، بازار سرپوش، سرای ارباب زاده واقع شده و این اثر در تاریخ ۱۸ آذر ۱۳۸۷ با شمارهٔ ثبت ۲۳۹۱۳ به‌عنوان یکی از آثار ملی ایران به ثبت رسیده است.